# Benjamin Grosvenor
Benjamin Grosvenor (* 8. Juli 1992 in Großbritannien) ist ein britischer klassischer Pianist.

## Leben
Benjamin Grosvenor ist der jüngste von fünf Brüdern. Der Vater ist Lehrer für Englisch und Theater, die Mutter Klavierlehrerin, bei der er als Sechsjähriger bereits Klavierunterricht erhielt. Nach dem Besuch der Westcliff High School for Boys begann er mit seinen Musikstudien an der Royal Academy of Music in London. Grosvenor trat bereits im Jahre 2003 öffentlich mit Konzerten auf.  Das Bachelorexamen legte er im Fach Musik 2012 ab. Der Abschluss wurde mit der Verleihung einer Queen’s Commendation for Excellence für den besten Studenten des Jahres bewertet.
Grosvenor spielte mit dem Royal Philharmonic Orchestra, dem Philharmonia Orchestra, dem English Chamber Orchestra und anderen Orchestern. 2009 gab er mit dem Ulster Orchestra in der National Concert Hall im irischen Dublin ein Konzert. Bei den Proms des Jahres 2012 war er der bisher jüngste Solist an einem Eröffnungsabend und spielte das Zweite Klavierkonzert von Franz Liszt. Bei einem weiteren Konzert der Reihe spielte er mit dem britischen National Youth Orchestra Benjamin Brittens Klavierkonzert. 2013 war er Gast beim Berliner Klavierfestival. Von der Saison 2015/16 bis 2017/18 war Benjamin Grosvenor Künstler der Reihe »Junge Wilde« am Konzerthaus Dortmund.

## Auszeichnungen
- 2004: Gewinner des BBC Young Musician of the Year Award[4]
- 2012: Gramophone Award in der Kategorie „Bester junger Künstler“ und „Beste Instrumentaleinspielung“ für die CD Chopin, Liszt and Ravel[5]
- 2012: Critic’s Award bei den Classic BRIT Awards für die Einspielung Chopin, Liszt and Ravel[6]
- 2016: Gewinner des alle drei Jahre vergebenen The Ronnie and Lawrence Ackman Classical Piano Prize der New Yorker Philharmoniker[7]